# Charles Baur
Pour les articles homonymes, voir Baur.
Charles Baur, né le 20 décembre 1929 à Paris 16e et mort le 2 janvier 2015 au Maroc,,, est un chef d'entreprise et homme politique français. Ancien adhérent de la SFIO et du Parti socialiste, il a été membre de l'UDF et du Parti social-démocrate.

## Biographie
Neveu d'André Baur, il est élu président, en 1976, du conseil régional de Picardie, mais cède son poste en 1978 à Max Lejeune avant de le récupérer à nouveau en 1985. Il est réélu en 1986 et 1992.
En 1977, il participe à la fondation du Carrefour social-démocrate.
Il est élu député, dans la deuxième circonscription de l'Aisne, et siège au groupe UDF à l'Assemblée Nationale de 1993 à 1997.
Son dernier mandat est marqué par une baisse des taxes locales, accompagnée d'une faible intervention du Conseil régional. Charles Baur termine sa carrière politique avec ce dernier mandat (1998-2004), réélu lors des régionales de 1998 avec les voix Front national, ce qui lui vaut d'être exclu de l'UDF aux côtés de Charles Millon et Jacques Blanc,.
En 2010, il est promu commandeur de la Légion d'honneur.
Le magazine Challenges dévoile le montant de sa fortune estimée à 85 millions d’euros, en tant que président de la holding COMIR, basée à Senlis (Oise), où il produisait la Super-Glue, première actionnaire de Lafuma (245 M d'euros de CA), et du spécialiste des arts de la table Guy Degrenne (87 M d'euros de CA).

## Mandats
- 1953-1989 : Maire de Villers-Cotterêts
- 1976-1978 : Président du conseil régional de Picardie
- 1986-2004 : Président du conseil régional de Picardie (réélu en 1992 et 1998)
- 28 mars 1993 - 21 avril 1997 : Député de l'Aisne
- 1986-1993 : Député européen